# 코블러 (음식)
코블러(cobbler)는 과일 파이의 종류 중 하나로, 틀에 녹인 버터를 붓고 그 위에 밀가루 반죽물과 과일을 얹어 오븐에 구워낸 요리이다. 요리 시에는 버터에 반죽물이나 과일을 부은 뒤 섞지 않아 분리된 상태로 조리하며, 위에 올리는 과일은 주로 당절임된 것을 올린다.

## 같이 보기
- 케이크
- 파이
- 푸딩